# Euxoa rubricans
Euxoa rubricans là một loài bướm đêm trong họ Noctuidae.